# Quai de la Bataille
Le quai de la Bataille est une voie située au sein de la commune française de Nancy, dans le département de Meurthe-et-Moselle, en région Lorraine.

## Situation et accès
Globalement orienté nord-sud, le quai part de l'avenue du Général-Leclerc et va vers la route de Mirecourt en longeant le côté ouest du chemin de fer. Dans sa partie la plus au sud, il borde le côté est du cimetière du Sud.

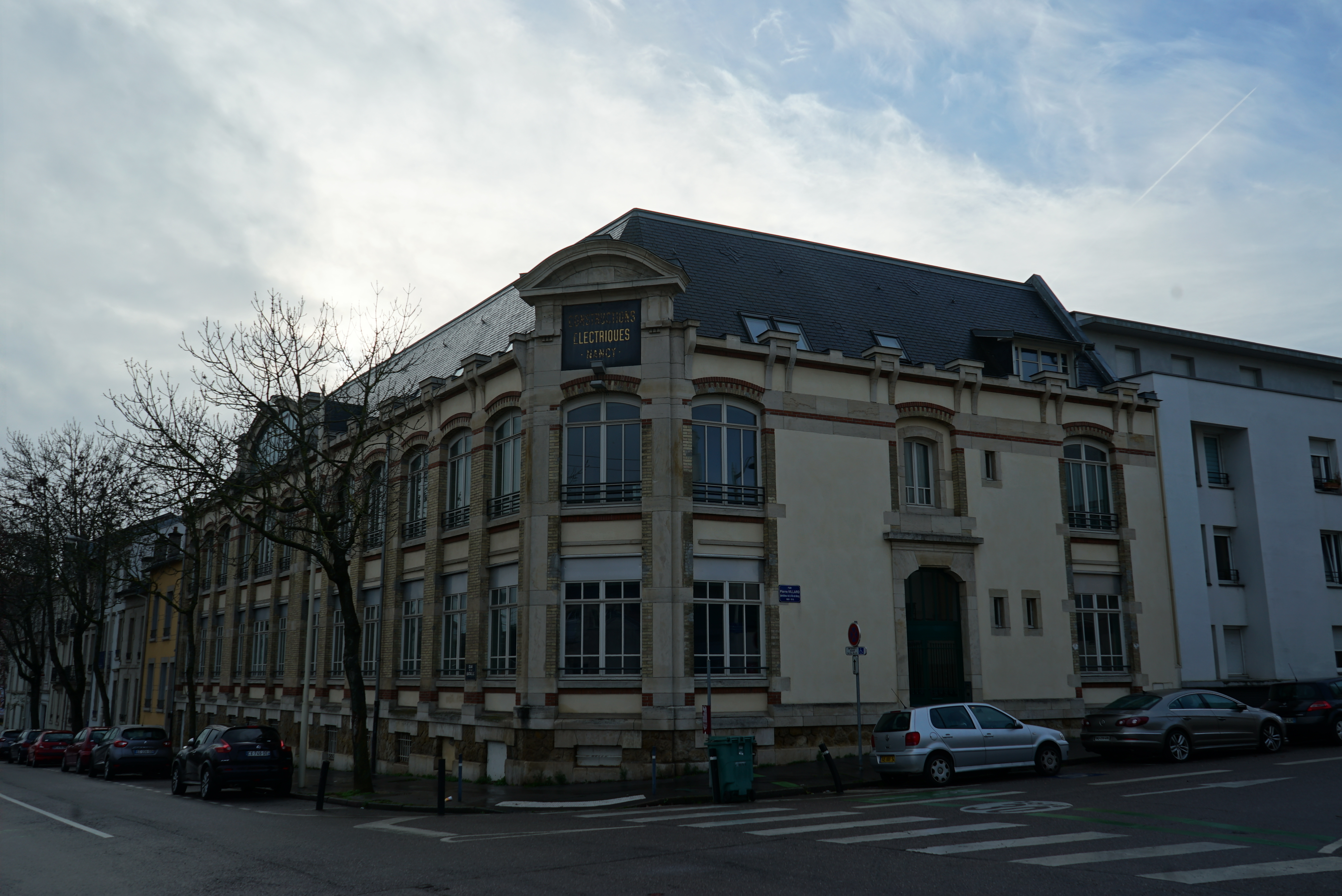
Ancien bâtiment industriel des Constructions électriques faisant angle avec la rue pierre villard.

## Origine du nom
Le quai tient son nom en souvenir de la bataille de Nancy, qui eut lieu en 1477. L'armée des Lorrains, renforcée des Suisses et des Alsaciens, sous le commandement de René II, s'était rangée en bataille avant Jarville. L'engagement eut lieu entre les ruisseaux de Brichambeau et Saint-Jean.

## Historique
Ancien « chemin de Bellevue », dévié et continué depuis le pont de Nabécor jusqu'au pont du Montet.

## Bâtiments remarquables et lieux de mémoire
- no 6 ter : Maison Geschwindenhamer

édifice objet d’une inscription au titre des monuments historiques par arrêté du 25 février 1994.
- n°47 chapelle de l’hôpital Villemin

chapelle construite en 1920 par les architectes Georges Biet et Albert Jasson.

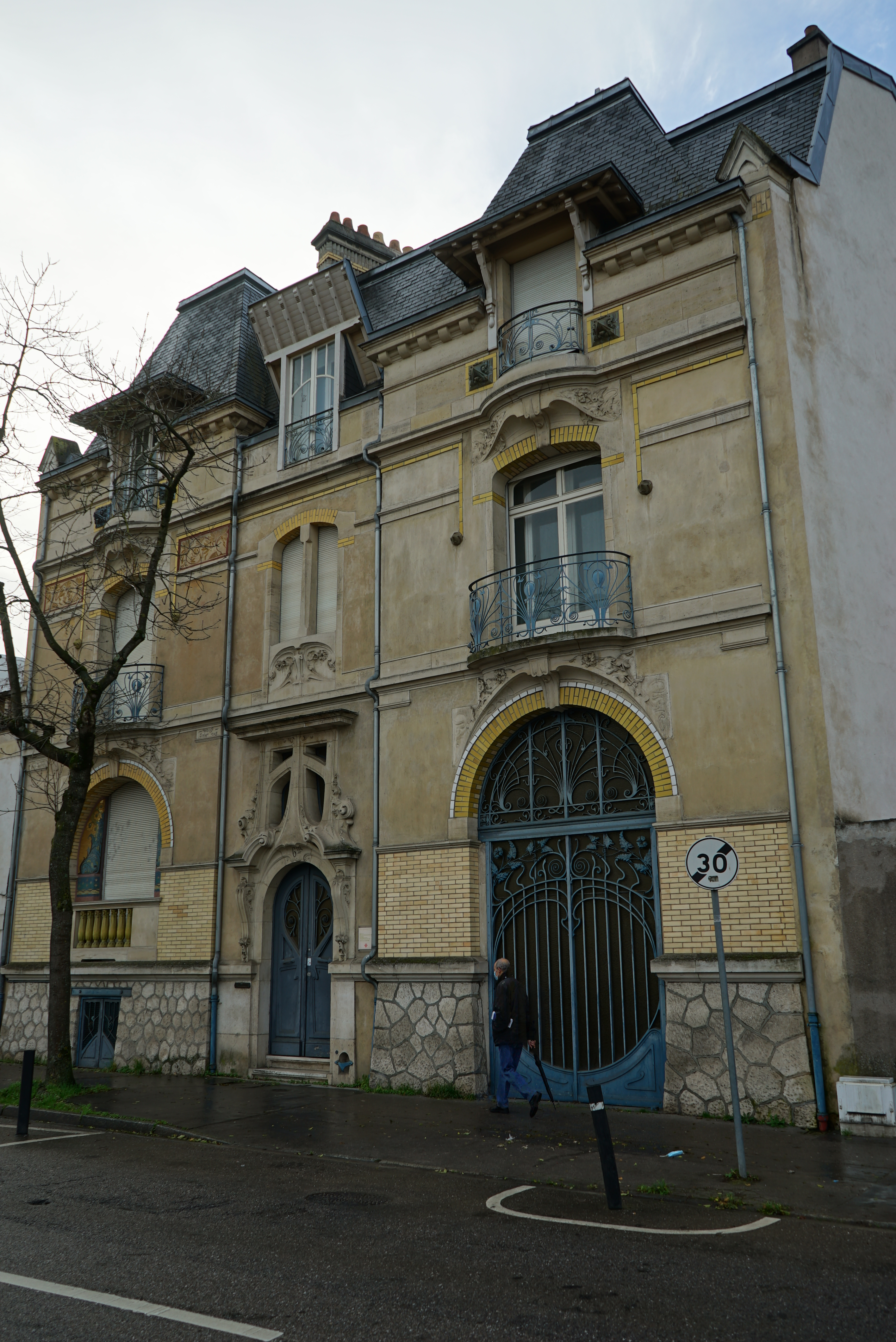
Maison Geschwindenhamer.
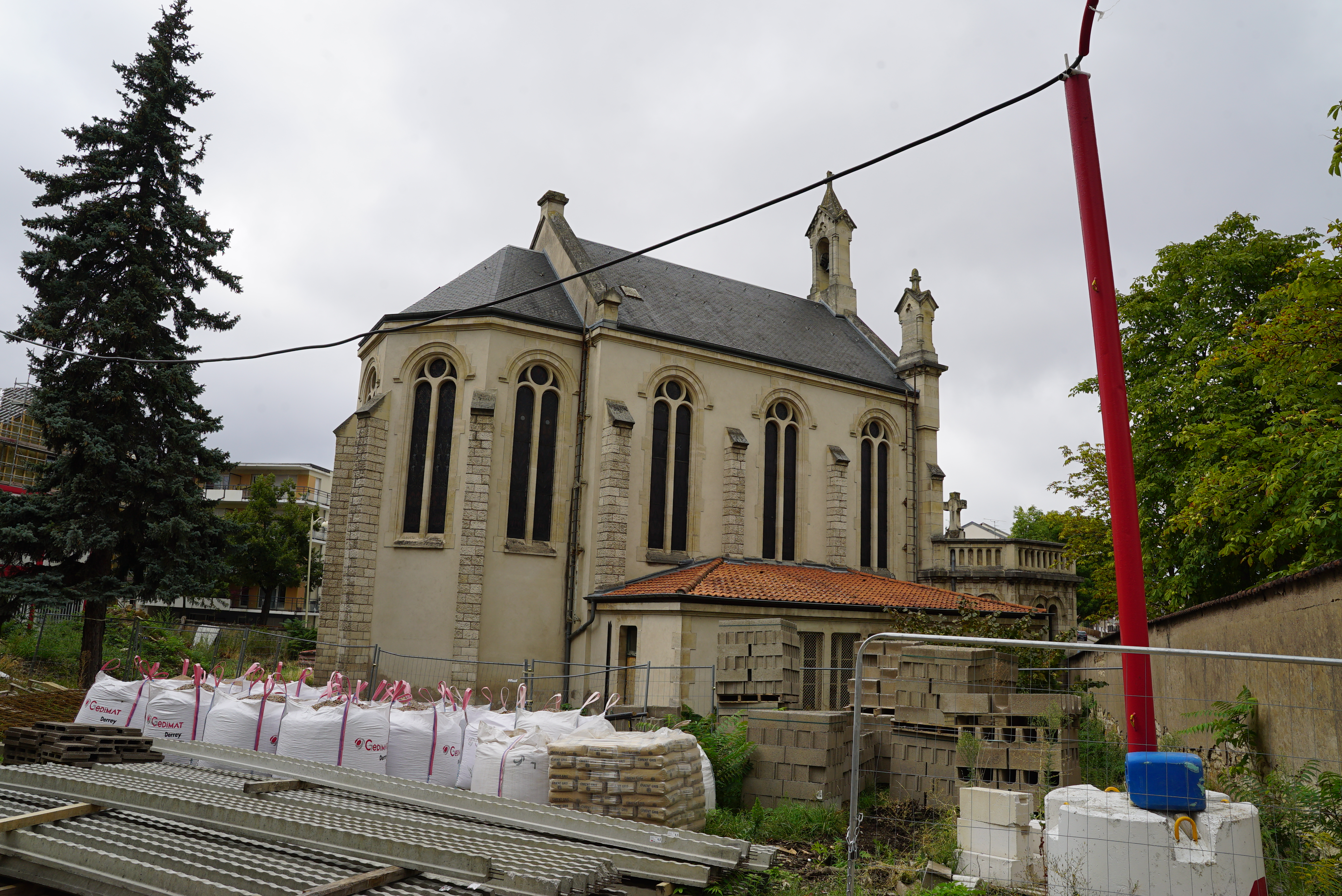
l'église orthodoxe Saint Nicolas, côté du quai.
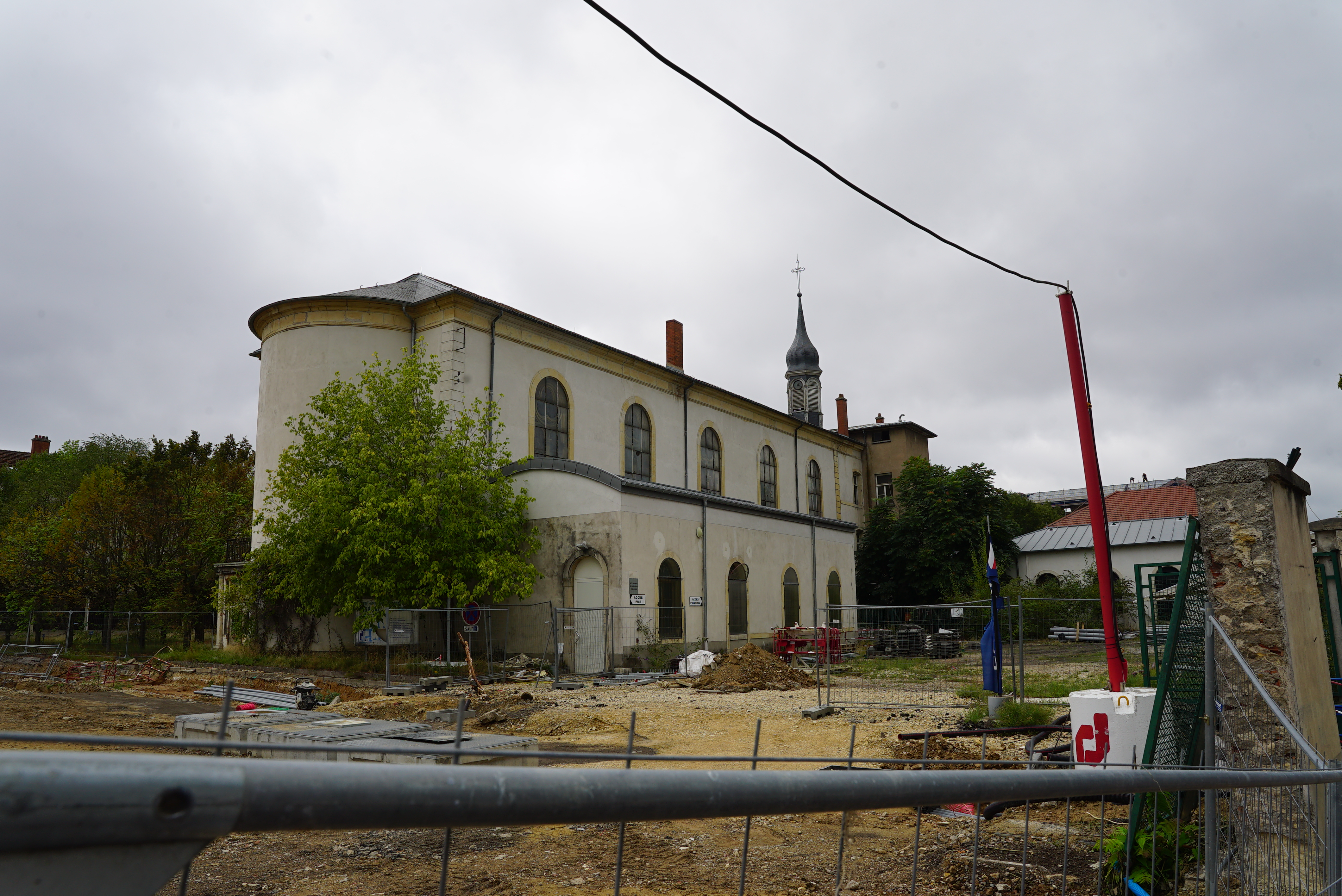
Chapelle de l'hôpital Fournier-Maringer complexe en cours de rénovation.